# Stare Miasto (Kowno)

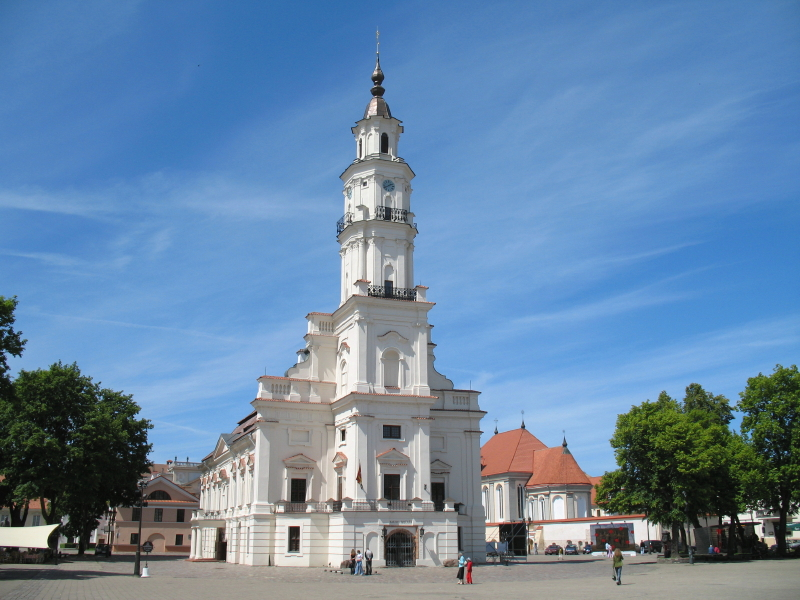
Ratusz (2006)

Stare Miasto w Kownie (lit. Kauno senamiestis) – osiedle w Kownie, w Śródmieściu, na prawym brzegu Niemna, u ujścia Wilii; pełni funkcje mieszkaniowo-usługowe; szkoły wyższe, muzea, liczne zabytkowe zespoły budowlane.